# Colours (album d'Adam F)
Pour les articles homonymes, voir Colours.
Colours est le premier album de Adam F.

## Morceaux
1. "Intro" (1:02)
2. "73" (1:29)
3. "Metropolis" (6:31)
4. "Music In My Mind (Album Version)" (5:18)
5. "Jaxx" (5:12)
6. "Mother Earth" (5:05)
7. "The Tree Knows Everything (Clean Edit)" (4:26)
8. "Circles (Album Edit)" (7:15)
9. "Dirty Harry (Adapted Album Version)" (6:48)
10. "F-Jam (Album Edit)" (5:45)
11. "Colours" (5:55)
12. "Aromatherapy (Edit)" (7:14)